# Лис, Луциан
Луциан Роман Лис (пол. Lucjan Roman Lis, 8 августа 1950, Бытом, Польская Республика — 26 января 2015, Германия) — польский велогонщик, серебряный призёр летних Олимпийских игр в Мюнхене (1972).

## Спортивная карьера
Выступал за спортивный клуб «Рух» Радзёнкув.
В 1970 году стал бронзовым призёром национального чемпионата по шоссейным велогонкам.  В следующем году выиграл командную бронзу на мировом первенстве в швейцарском Мендризио. На летних Олимпийских играх в Мюнхене (1972) стал серебряным призёром в командной шоссейной гонке, в индивидуальном зачете был только 36-м. В том же году занял второе место на Туре Болгарии. В 1973 г. выиграл командное золото на чемпионате мира в испанской Барселоне, затем выиграл Тур Польши и занял седьмое место в общем зачете гонки международной Гонке мира, победив со сборной ПНР в общем зачете. В 1975 г. завершил спортивную карьеру.
В 1977 г. по состоянию здоровья отправился в Федеративную Республику Германии на лечение и остался там жить. Его сын Лукас также был успешным тресковым велогонщиком.